# Vol TAME 120
Le 28 janvier 2002, un Boeing 727 assurant le vol TAME 120, un vol international régulier entre Quito, en Équateur, et Cali, en Colombie, avec une escale prévue dans la ville frontalière équatorienne de Tulcán, s'est écrasé lors de l'approche vers l'aéroport Teniente Coronel Luis A. Mantilla de Tulcán. 
Les pilotes ont effectué l'approche de manière incorrecte, dans des conditions de faible visibilité, et l'avion s'est écrasé sur les flancs d'un volcan, le Cumbal, situé près d'Ipiales, en Colombie, à 10h23 du matin. On ne compte aucun survivant parmi les 94 occupants de l'appareil.

## Avion et équipage
L'appareil impliqué, un Boeing 727-134 nommé El Oro et immatriculé HC-BLF, a volé pour la première fois en 1967 et a été précédemment exploité par Transair Sweden (en), Air Madeira et Philippine Airlines, avant d'être transféré à TAME. 
Le commandant de bord est Jorge Efrain Noe (59 ans), un pilote et instructeurs de vol parmi les plus expérimentés de la compagnie, ayant enregistré un total de 12 091 heures de vol, dont 8 263 heures sur Boeing 727. Le copilote est Carlos Alfonso Lopez (52 ans), qui suit une formation pour devenir commandant de bord. Il totalisait 7 058 heures de vol, dont 3 457 sur Boeing 727. Le mécanicien navigant est Jorge Anibal Burgos Villamar (50 ans), qui totalise 4 200 heures de vol, dont 3 000 heures sur Boeing 727.
Le jour de l'accident, le copilote Lopez était le pilote en fonction (PF) et occupait le siège de gauche, tandis que le commandant Noe occupait le siège de droite et agissait en tant que pilote instructeur.

## Déroulement du vol
Le vol 120 a quitté l'aéroport international Mariscal Sucre de Quito à 10 h 03 heure locale, en décollant depuis la piste 17. L'avion a ensuite grimpé jusqu'à son altitude de croisière de 18 000 pieds (5 500 m) et a poursuivi sa route vers le nord-nord-est, le long de la voie aérienne G-675. La première étape du vol, entre Quito et Tulcán, a été de courte durée. À 10 h 15, l'avion a pris contact avec la tour de contrôle de l'aéroport de Tulcán, à ce moment-là, il était positionné à 25 milles marins (47 km) de la balise non directionnelle (NDB) de Tulcán. L'équipage a reçu l'autorisation de descendre à 14 000 pieds (4 300 m), a été informé des conditions météorologiques et autorisé à effectuer l'approche.
L'approche NDB de la piste 23 de l'aéroport de Tulcán amènerait l'avion directement au-dessus de l'aéroport, sur un cap de 085° ; il ferait ensuite un virage à gauche au cap 233 après une minute, en volant à 180 nœuds (330 km/h) IAS, tout en descendant jusqu'à une altitude finale de 11 500 pieds (3 500 m). L'altitude de la piste 17 est de 9 679 pieds (2 950 m) ; de nombreuses crêtes et pics montagneux sont situés à proximité de l'aéroport, qui est situé dans la cordillère des Andes. Le volcan Cumbal, qui s'élève à une altitude de 15 626 pieds (4 763 m), est situé à moins de 32 km à l'ouest de cet aéroport.
Le Boeing 727 a entamé l'approche par le sud-ouest, passant légèrement à l'ouest de la balise NDB, au lieu de la survoler directement. L'équipage a commencé le virage correctement, mais volait à une vitesse trop élevée ; l'avion volant à 230 nœuds (430 km/h), au lieu des 180 nœuds requis. Le 727 s'est alors éloigné de sa trajectoire d'approche prévue ; au moment où il a pris un cap à l'ouest, il ne volait plus vers la piste d'atterrissage, mais vers les flancs du Cumbal.
Le vol 120 s'est écrasé sur le versant de la montagne à 10 h 23, après quoi aucun contact n'a été établi avec l'avion. L'impact s'est produit à une altitude de 14 764 pieds (4 500 m), soit environ 430 m sous le sommet du volcan. La visibilité était très mauvaise au moment de l'accident ; l'épave n'a été retrouvée que près de 24 heures plus tard.

## Enquête
La commission d'enquête de l'l'agence colombienne de l'aviation civile, Aerocivil, a conclu que la cause probable de cet accident est la décision du commandant de bord et de son équipage d'initier et de poursuivre l'approche vers l'aéroport de Tulcan, alors que les conditions météorologiques était en dessous du minimal requis établit dans la procédure d'exploitation standard de la compagnie aérienne.
Elle conclut également qu'une autre cause majeure est la navigation et exploitation inadéquates de l'appareil par le pilote aux commandes et par le commandant de bord pendant toute la procédure d'approche, y compris pendant le circuit d'attente, consistant à y entrer au niveau de la balise NDB de Tulcan avec une vitesse de 230 nœuds indiquée et avec une inclinaison de 15°, soit une vitesse supérieur au 180 nœuds stipulé par les procédures standards et avec une inclinaison inférieure aux 25 à 30° recommandés, entraînant ainsi la non activation du système d'avertissement et d'alarme d'impact (TAWS), ce qui a conduit à une collision contre le volcan.